# Die Stadt der tausend Freuden
Die Stadt der tausend Freuden ist ein deutscher Stummfilm aus dem Jahre 1927 von Carmine Gallone mit Paul Richter, Claire Rommer, Adele Sandrock und dem Franzosen Gaston Modot in den Hauptrollen. Der Film basiert auf dem Roman The City of Pleasure: A Fantasia on Modern Themes von Arnold Bennett.

## Handlung
„Die Stadt der tausend Freuden“ ist die etwas euphemistische Umschreibung eines großen Vergnügungsparks von Weltstadtformat, den Jack Ilam mit seinem Kompagnon, dessen schöne Schwester Juliette seine Verlobte ist, betreibt. Diese Anlage stellt alles bisher Dagewesene in den Schatten, die prunkvolle Ausstattung und das umfassende Angebot machen ihn zu einer Sensation, zu einer Weltattraktion. Am Tag der Eröffnung taucht ein Fremder auf, der offensichtlich dem Park wie auch Ilam nichts Gutes will. Schon seine erste Aktion ist äußerst gewagt: Als sich Ilam mit einem Ballon in luftige Höhe begibt, um sein Parkgelände von oben zu inspizieren, schwingt sich der Fremde wagemutig mit in die Gondel hinauf, schneidet das Halteseil durch und will von Ilam eine Aussprache erzwingen. Ilam glaubt im ersten Augenblick, es handele sich dabei um einen Wahnsinnigen, und fürchtet daher um sein Leben. 
Es kommt beim Sinkflug zu einem erbitterten Zweikampf. Der Fremde entflieht schließlich in halsbrecherischer Weise, während Jack mit einem Fuß in einer Schlinge hängen bleibt und dabei fast das Leben verliert, als er vor einem fahrenden Zug niedergeht. Die Dinge werden im Lauf der Geschichte immer dramatischer: Ein nächtlicher Mord geschieht, und Jack gerät als Gefangener erneut in die Hände des mutmaßlich Irren. Es stellt sich heraus, dass der Fremde, ein gewisser Jetsam, der eheliche Sohn seiner Mutter ist und sich um sein Erbe betrogen fühlt. Jetsam hat Jack, der als unehelicher Sohn von Mrs. Ilam vor seinem Halbbruder geboren wurde, entführt, um auf diese Weise zu seinem Recht zu kommen, und hält ihn nun gefangen. Ehe es zum Äußersten kommen kann, kommt es zur allgemeinen Versöhnung: Mutter Ilam sieht ihren verstoßenen Sohn Jetsam wieder und bekennt sich zu im. Auch Jack versöhnt sich mit seinem Entführer und Halbbruder und erkennt dessen Erbansprüche an.

## Produktionsnotizen
Die Stadt der tausend Freuden entstand wohl Mitte 1927, passierte die Filmzensur am 22. November desselben Jahres und wurde am 29. Dezember 1927 in Berlins Alhambra-Kino uraufgeführt. Die Länge des mit Jugendverbot belegten Films betrug 2245 Meter, verteilt auf sieben Akte. In Österreich lief der Streifen am 7. September 1928 an.
Ernst Franzos übernahm die Produktionsleitung, die Filmbauten gestalteten Hans Sohnle und Otto Erdmann.

## Kritiken
Die Neue Freie Presse sah hier einen typischen „Rezeptfilm, allerdings gut gemixt“, und urteilte: „Mag der Roman Bennetts vielleicht einen stärkeren inneren Zusammenhang haben: seine Verfilmung erfolgte nach dem Rezept, daß ein beliebter Schauspieler, ein geheimnisvolles Verbrechen bis zum letzten Akt ungeklärt bleibt, dazu starke Situationen, künstlerische Aufmachung, nervenspannende Darstellung einer gelähmten Frau durch Adele Sandrock, alles aufgeputzt von den lebhaften Bildern des Treibens von der ‚Stadt der Freude‘ usw. usw. einen unbedingt publikumswirksamen ergeben müsse.“
Der Tag schrieb: „Nach einem der spannendsten Bücher der Weltliteratur … wurde von Regisseur Carmine Gallone ein Film hergestellt, der mit ausgezeichnetem Geschick die ungewöhnlichen Abenteuer des Helden dieses Buches in die lebende Bildsprache der Kinematographie überträgt“.
In der Salzburger Chronik war zu lesen, der Film verbinde „die Vorführung schöner Bilder aus einem großartig angelegten Vergnügungspark mit einer mit weniger Geschick inszenierten Geschichte, die sich in die Länge gezogen, als eine banale Kindesunterschiebung entpuppt. Die Rollen sind weder dem Nibelungenhelden Paul Richter, noch der glänzenden Salondame Adele Sandrock auf den Leib geschrieben. Die Photographie, besonders die des illuminierten Vergnügungsparkes, ist vorzüglich.“
Die Illustrierte Kronen-Zeitung schließlich folgerte: „So unwahrscheinlich der Filmstoff ist, so atemraubend ist das Drehbuch ausgearbeitet. Das Interesse des Zuschauers wird von Minute zu Minute brennender, trotzdem die Spielhandlung an Regie-Ideen nicht reich ist und der Liebling aller, der fröhliche, echt männliche Paul Richter, sich in der Hauptrolle nicht recht behaglich fühlt.“